# 森野うさぎ
森野 うさぎ（もりの うさぎ）は、日本の漫画家、イラストレーター・キャラクターデザイナー、同人作家。日本初のロリコン漫画同人誌『シベール』メンバー。クリエーター集団『いちごはうす』の一員。特撮テレビドラマ『光戦隊マスクマン』やテレビアニメ『おやゆび姫物語』のキャラクターデザインとしても知られる。主に成人向け漫画で活動している。また、影夢 優（えいむ ゆう）名義でも、成人向け漫画を発表している。

## 概要
現在の萌え属性につながる「ぷにロリ」の元祖的存在。あさりよしとおやふじたゆきひさらが参画した同人サークル「スタジオ・アオーク」主宰。同人サークル「うさぎ幼稚園」主宰。
コミケ参加当初は同人誌経験もない高校生だったが、まんが画廊のノートにINUのファンである事を記載した際、その場にいたINUにスカウトされる形で『シベール』に参加する。その後INUとともに企画した「機動玩具コエダ」をきっかけに企画者104の下請けも行っていた「スタジオメルファン」に入社。ファンタジー専門同人誌「アスケロン」などを企画後「メカと少女」をテーマにした先駆的なロリコンSF漫画同人誌『TEKUNO RORIA』（STUDIO BAKI）を豊島ゆーさくらと創刊し、二大ロリコン漫画誌『レモンピープル』『漫画ブリッコ』でも活躍する。
森野うさぎ主宰の「STUDIO BAKI」は、後に壁サークルとなるクリエイティブ集団「スタジオ・アオーク」に発展する。スタジオ・アオークは同人アニメ『AWAKE』を自主制作するため1984年に結成された同人サークルで、『AWAKE』の製作を主軸にその資金稼ぎとして同人誌以外に『漫画ブリッコ』誌上でメディアミックスも展開し、第2次ロリコン商業誌ブームの嚆矢となる。
さらに1985年には活動拠点であった白夜書房を製作母体に大塚英志原案のアダルトアニメ『魔法のルージュ りっぷ☆すてぃっく』の企画制作も行なった。
編集者の池本浩一はサークル主宰者の森野うさぎについて「彼こそが、それまで夢のまた夢のように思われてきた『同人誌の商業化』という概念をモデル化し、また初めての実証実験にも成功して、のちに〈まんがの森商法〉とも呼ばれるようになる『同人誌リンケージによる複合的な利潤追求』を完成させてしまった第一人者。彼の活躍がなかったなら『販売活動を重視したサークルによる同人誌制作』が全盛となることもなかった」と評している。
他にテレビアニメ『おやゆび姫物語』（テレビ東京）のキャラクターデザインや、スーパー戦隊シリーズ『光戦隊マスクマン』『超獣戦隊ライブマン』や宇宙刑事シリーズ『宇宙刑事ギャバン』『宇宙刑事シャリバン』の怪人デザインなども担当した。
1980年代に頒布した主なロリコン同人誌に『ま』『ん』『GSPOT』『ZZ』『XSEED』『学習漫画・保健4・女体のひみつ』などがある。
「スタジオ・アオーク」解消後は同人サークル「SYSTEM GZZY」に移行し、1990年から近親相姦をテーマにした代表作『遊裸戯』シリーズ（影夢優名義）を発表、阿島俊は「このまま予定通り、91年中に完結したら、ちゃんとエロチシズムと少女をテーマにした「作品」が、おそらく初めて同人誌界に誕生することになるだろう」と評した。

## スタジオ・アオーク
スタジオ・アオークは同人アニメ『AWAKE』を自主制作することを目的に1984年に結成された同人サークル。主なメンバーに森野うさぎ、I.N.U、あさりよしとお、来留間慎一、ふじたゆきひさ、くあTEROがいた。
『AWAKE』は1984年8月16・17日に杉並公会堂で開催された第3回特撮大会（通称：ウル祭III）で上映されたオープニングアニメのこと。1981年に大阪で開催された第20回日本SF大会（通称：DAICON 3）開会式で流れた短編アニメーション作品『DAICON III OPENING ANIMATION』に触発されて自主制作された。その後、ビデオ発売に向けて予約をとったものの遅れに遅れ、3年後の1987年に『VIDEO AWAKE』（発売元：STUDIO AWAKE）としてようやくVHSソフト化された。収録作品はオリジナル版『アオーク』、改訂版『アオーク改』、実写作品『宇宙刑事オバノン』、最新作『オーパーツ・オーマン』の4本。ちなみに少女役の声優は本多知恵子が務めた。

## 作品リスト

### キャラクターデザイン
- TVアニメ『おやゆび姫物語』（エノキフイルム）キャラクターデザイン担当
- TV特撮 スーパー戦隊シリーズ『光戦隊マスクマン』『超獣戦隊ライブマン』いちごはうす・怪人デザイン担当
- TV特撮 宇宙刑事シリーズ『宇宙刑事ギャバン』『宇宙刑事シャリバン』怪人、メカ、色指定等担当

### 単行本

#### 一般作品
- 『Lの季節 〜A piece of memories〜 アンソロジーコミック』ソフトバンククリエイティブ〈SB comics―ゲームシリーズ〉、2000年3月。ISBN 978-4797312270。

#### 成人向け作品（森野うさぎ名義）
- 『ミルキィ・ボックス―森野うさぎ第一作品集』白夜書房、1984年4月。ISBN 978-4938256517。
- 『IS COLLECTION』白夜書房〈白夜コミックス〉、1984年11月。ISBN 978-4938256739。
- 『IS COLLECTION② 怪獣使いと少年たち』白夜書房〈白夜コミックス〉、1985年4月。ISBN 978-4938256845。
- 『魔法のルージュ りっぷ☆すてぃっく―りっぷすてぃっく・イラストギャラリー』白夜書房、1986年2月。ISBN 978-4938256074。

#### 成人向け作品（影夢優名義）
- 『遊裸戯―妹愛奴』茜新社〈アカネコミックス〉、1995年9月。ISBN 978-4871821636。
- 『露―桜香の織』富士美出版〈富士美コミックス〉、1997年3月。ISBN 978-4894212091。
- 『密室の塾』茜新社〈TENMAコミックス〉、2001年1月。ISBN 978-4871824347。

#### 成人向け同人誌
- 『シベール』
- 『WHITE CYBELE』
- 『TEKUNO RORIA』
- 『ロリポップ』
- 『AWAKE（アオーク）ほとんど完全設定集』
- 先っちょマガジン『ん』
- 『XSEED』
- 『あいらぶみんきーもも』
- 『学習漫画 保健4 女体のひみつ』
- 『O・MAN OVER TECHNOLOGY OUTSIDE BUILD SUIT』
- 『うさぎは月夜に夢を見るのか?! セーラームーンマガジン』
- 『おやゆび姫物語』
- 『毒どく』
- 『遊裸戯』シリーズ
- 『ユミちゃん ほんとうにあぶないよ』
- 『PUSH2』シリーズ
- 『LITTLE RED 赤ずきんチャチャ』
- 『はずみぐるま』シリーズ
- 『恍惚都市』
- 他多数

### イラスト
- カードゲーム『天下布武かあどげえむ　ゴジラ 対 地球防衛軍』（天下布武）イラスト全般
- カードゲーム『制服美少女かあどげえむしりいず 女子高生制服遊戯見聞録 東京編』（アオーク）イラスト全般

### その他
- 特撮雑誌『宇宙船』1984年冬号（Vol.17）にて特撮についてのイラストコラムを描いた。